# آلفا رومئو آلفا ۶

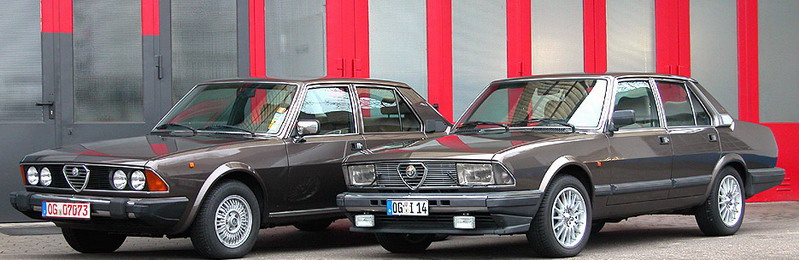

آلفارومئو آلفا ۶ (Alfa Romeo Alfa ۶) خودرویی است که در سال‌های ۱۹۷۹–۱۹۸۶در میلان و ایتالیا تولید شده‌است.
طراحی آن خودروهای موتور جلو-محور عقب بوده طول آن در حالت طبیعی ۴٬۷۶۰ میلیمتر (۱۸۷ اینچ)، عرض آن در حالت طبیعی ۱٬۶۸۰ میلیمتر (۶۶ اینچ) و ارتفاع آن در حالت طبیعی ۱٬۴۲۰ میلیمتر (۵۶ اینچ) و وزن آن در حالت طبیعی ۱٬۴۸۰ کیلوگرم (۳٬۲۶۰ پوند) است. سیستم جعبه‌دندهٔ آن ۳ دنده به دو صورت خودکار و دستی است.